# Attila Cseke
Attila-Zoltan Cseke (ur. 29 czerwca 1973 w m. Marghita) – rumuński polityk i prawnik narodowości węgierskiej, deputowany i senator, w latach 2009–2011 minister zdrowia, w latach 2020–2023 i od 2024 minister rozwoju, robót publicznych i administracji.

## Życiorys
W 1991 zdał egzamin maturalny w rodzinnej miejscowości. W 2000 ukończył studia prawnicze na Uniwersytecie Oradejskim, a w 2004 uzyskał magisterium z prawa prywatnego na tej uczelni. Początkowo pracował w sektorze prywatnym. W 1997 wstąpił do Demokratycznego Związku Węgrów w Rumunii. W latach 2001–2002 był etatowym pracownikiem partii, następnie do 2005 zajmował stanowisko doradcy prawnego przewodniczącego okręgu Bihor. Obejmował różne funkcje w regionalnych i centralnych strukturach swojego ugrupowania. W latach 2004–2005 zasiadał w radzie miejskiej Oradei.
Od stycznia 2005 do grudnia 2008 pełnił funkcję sekretarza stanu w sekretariacie generalnym rumuńskiego rządu. W wyborach w 2008 został wybrany do Senatu. Od grudnia 2009 do sierpnia 2011 sprawował urząd ministra zdrowia w gabinecie Emila Boca. W 2012 uzyskał mandat posła do Izby Deputowanych. W 2016 powrócił w skład Senatu; z powodzeniem ubiegał się o reelekcję do wyższej izby rumuńskiego parlamentu w 2020 i 2024.
W grudniu 2020 wszedł w skład koalicyjnego rządu Florina Cîțu, obejmując w nim stanowisko ministra rozwoju, robót publicznych i administracji. Pozostał na tej funkcji także w utworzonym w listopadzie 2021 gabinecie Nicolae Ciuki. Zakończył urzędowanie w czerwcu 2023. Powrócił na to stanowisko w grudniu 2024, obejmując je w nowo powołanym drugim rządzie Marcela Ciolacu. Pozostał na nim także w utworzonym w czerwcu 2025 gabinecie Ilie Bolojana.